# Fronton

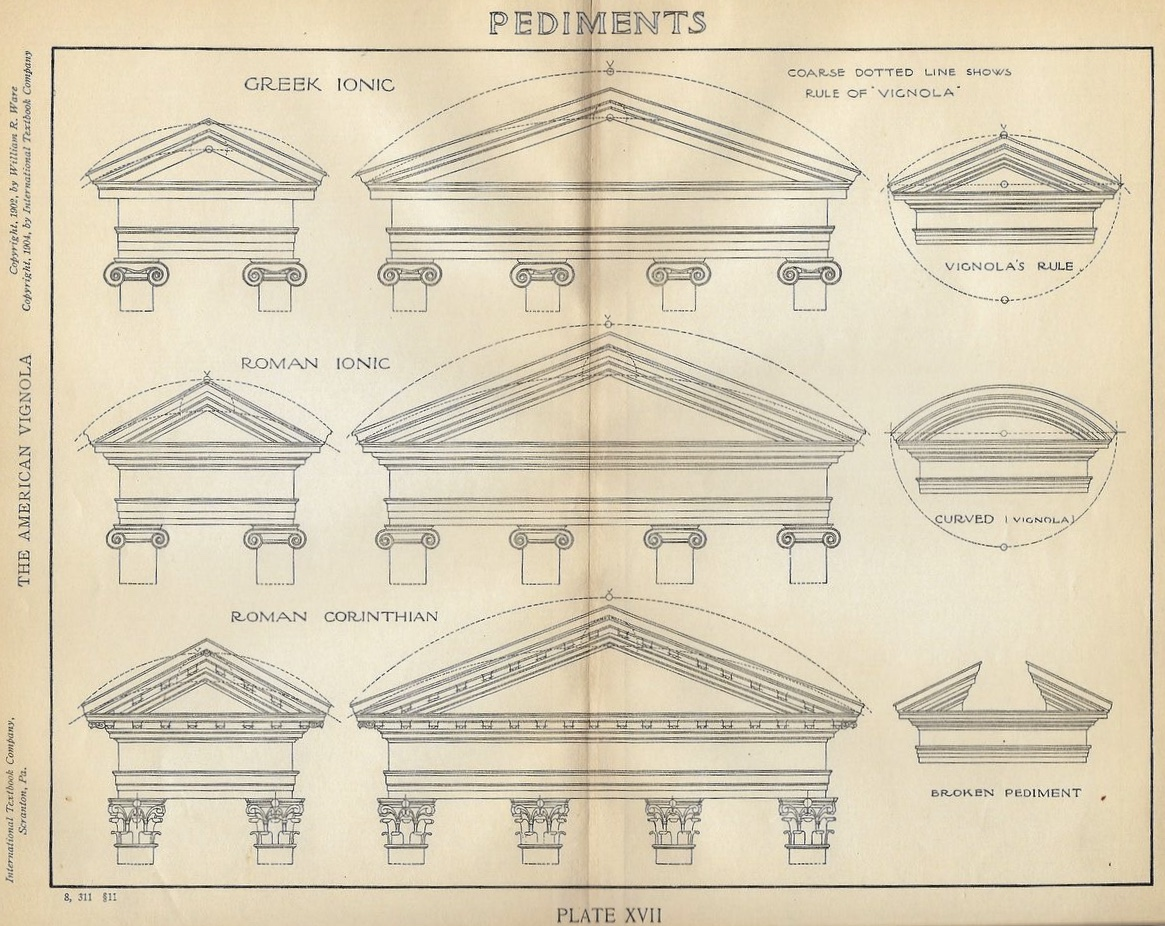
Illustrații cu diverse tipuri de frontoane

Un fronton (plural: frontoane) este un element arhitectural folosit în arhitectura clasică, cea barocă și cea neoclasică, alcătuit dintr-o cornișă frântă sau curbă, susținut de un antablament, care se găsește deasupra intrării unei clădiri, uși, ferestre, etc. Un fronton este uneori elementul superior al unui portic. Pentru structurile simetrice, un fronton oferă un punct central și este adesea folosit pentru a adăuga grandoare unei intrări.

## Istorie
Frontonul se găsește la templele grecești, și în arhitectura etruscă, romană, renascentistă, barocă, rococo, neoclasică și Beaux-Arts. Acest element arhitectural a fost dezvoltat de arhitectura Greciei Antice. În Roma Antică, perioada Renascentistă și în alte epoci, frontonul a fost folosit cu scop decorativ, deaspura ferestrelor sau ușilor.

## Galerie

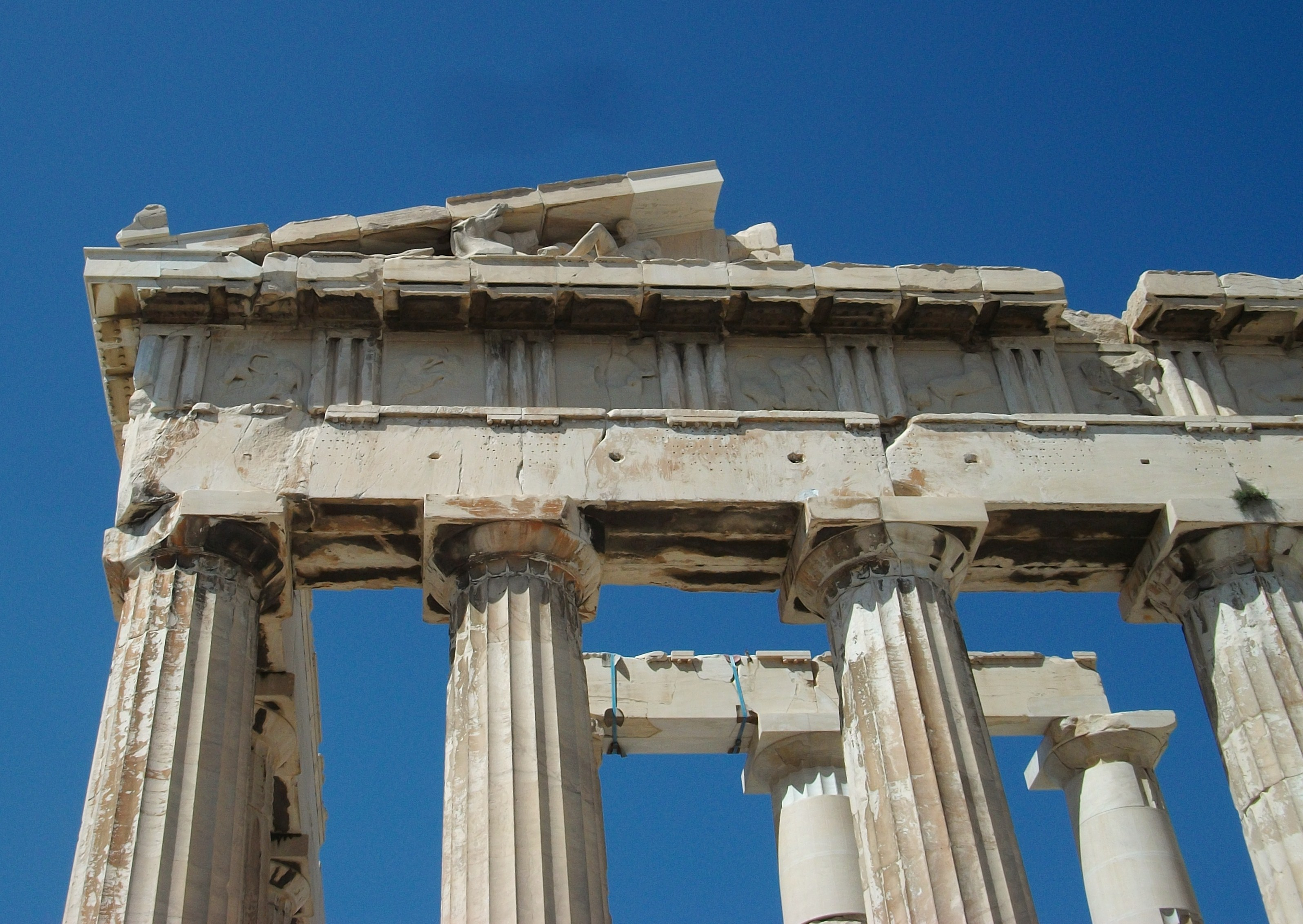
Una dintre puținele secțiuni ale frontonului grec antic al Partenonului cu sculpturi încă acolo, celalte fiind în British Museum din Londra
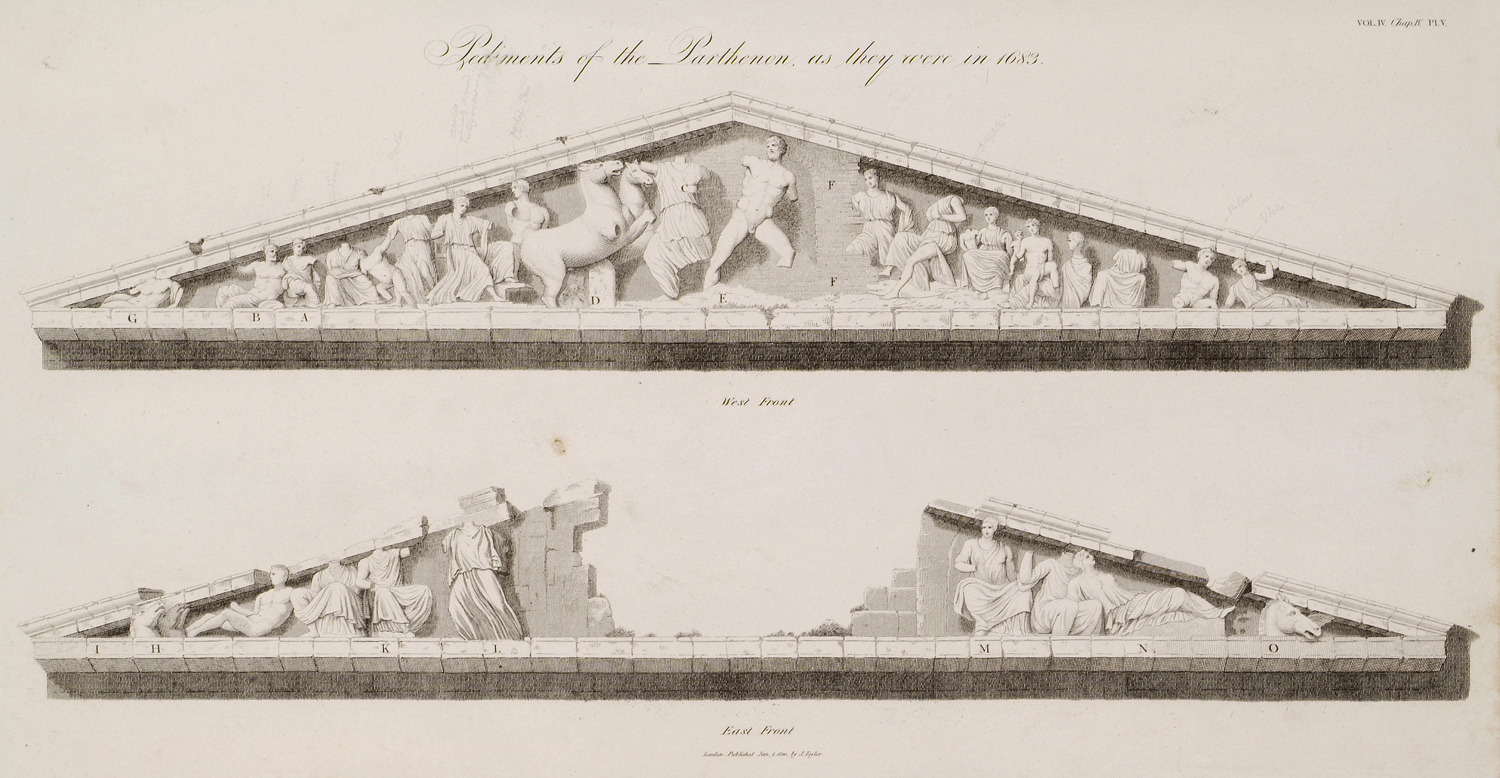
Ilustarții cu sculpturile din cele două frontoane ale Partenonului, de James Stuart și Nicholas Revett în 1794
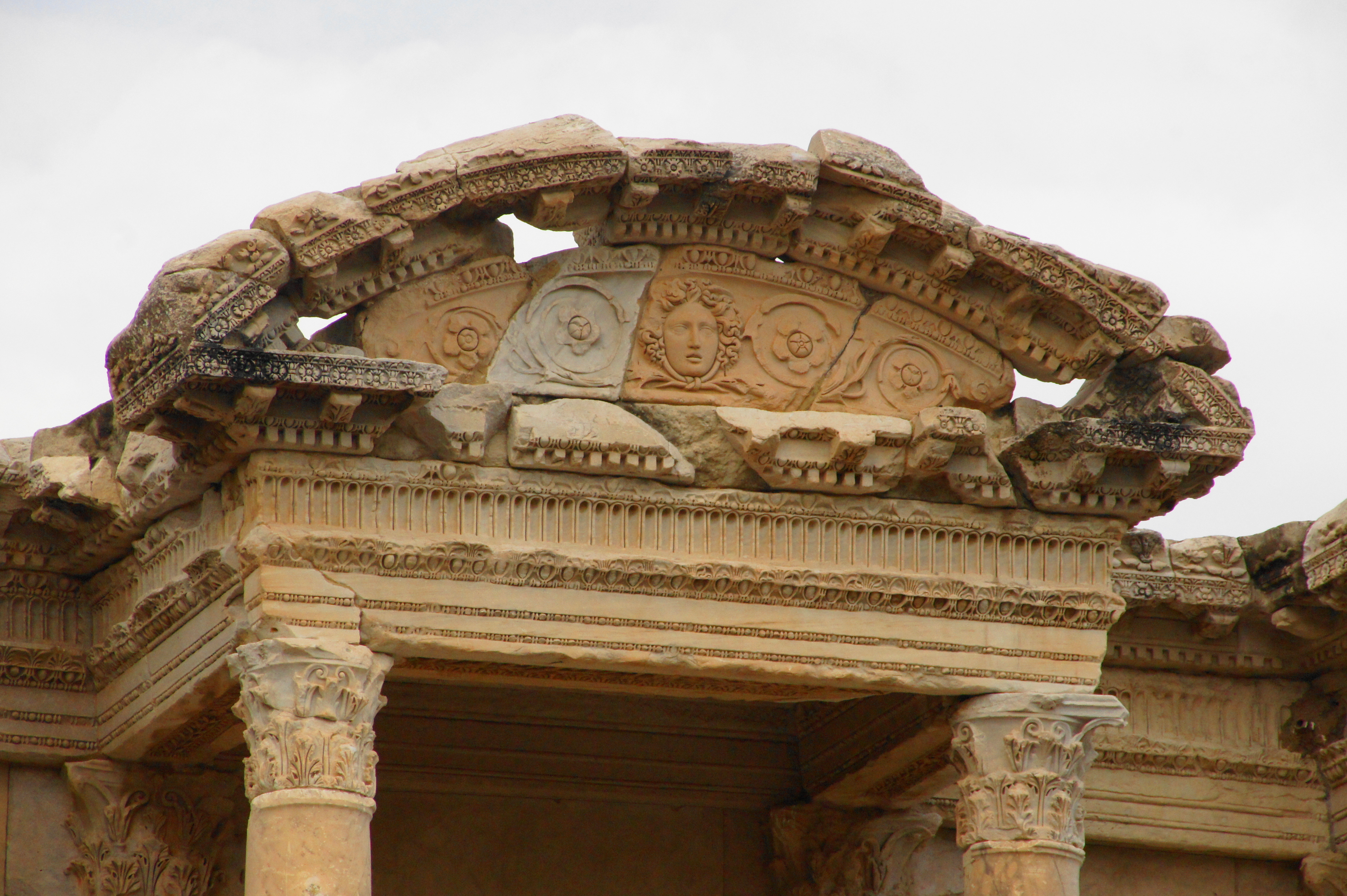
Fronton arcuit roman antic al Bibliotecii lui Celsus (Efes, Turcia)
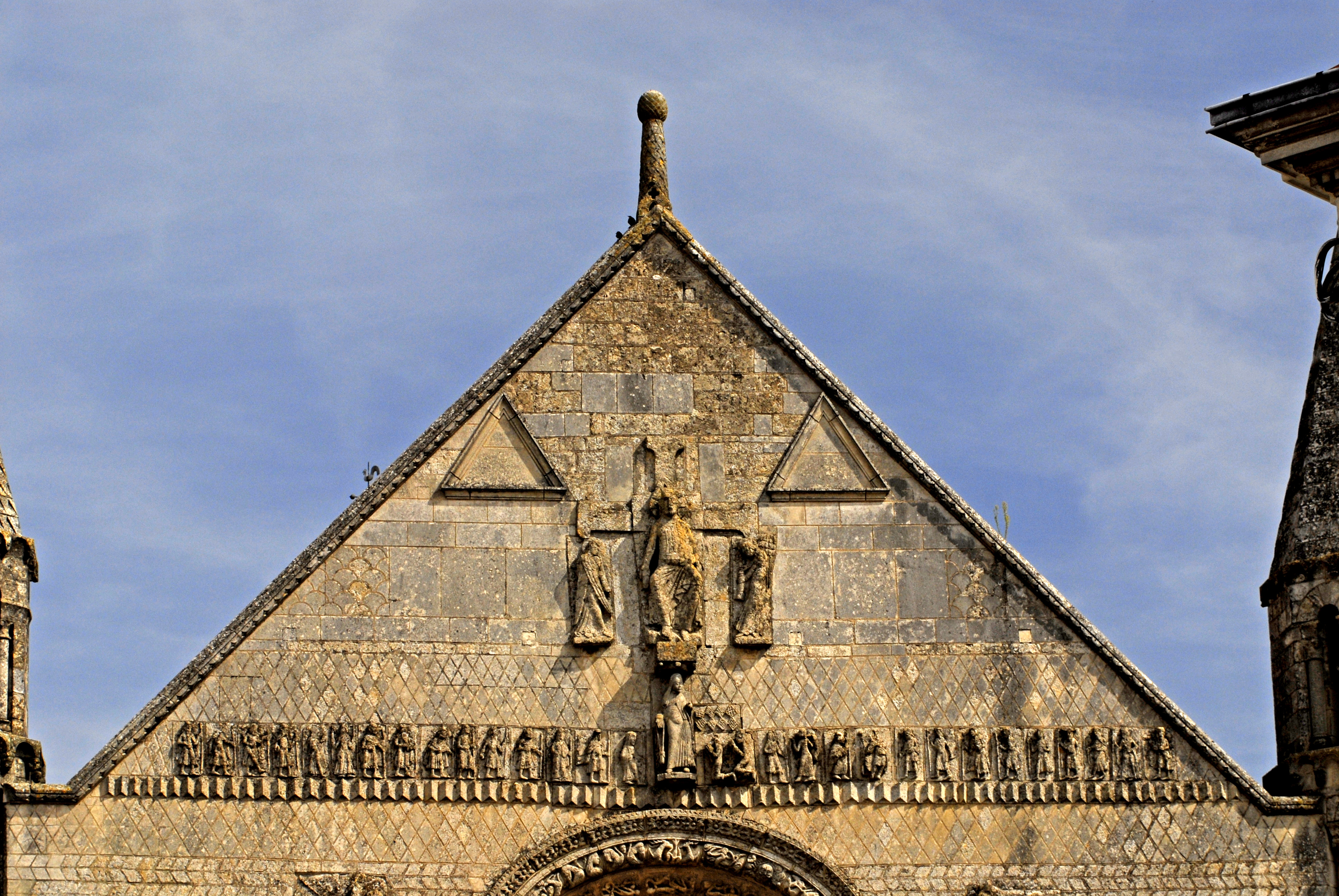
Fronton romanic al Abației Saint-Jouin de Marnes (Saint-Jouin-de-Marnes, Deux-Sèvres, Franța)
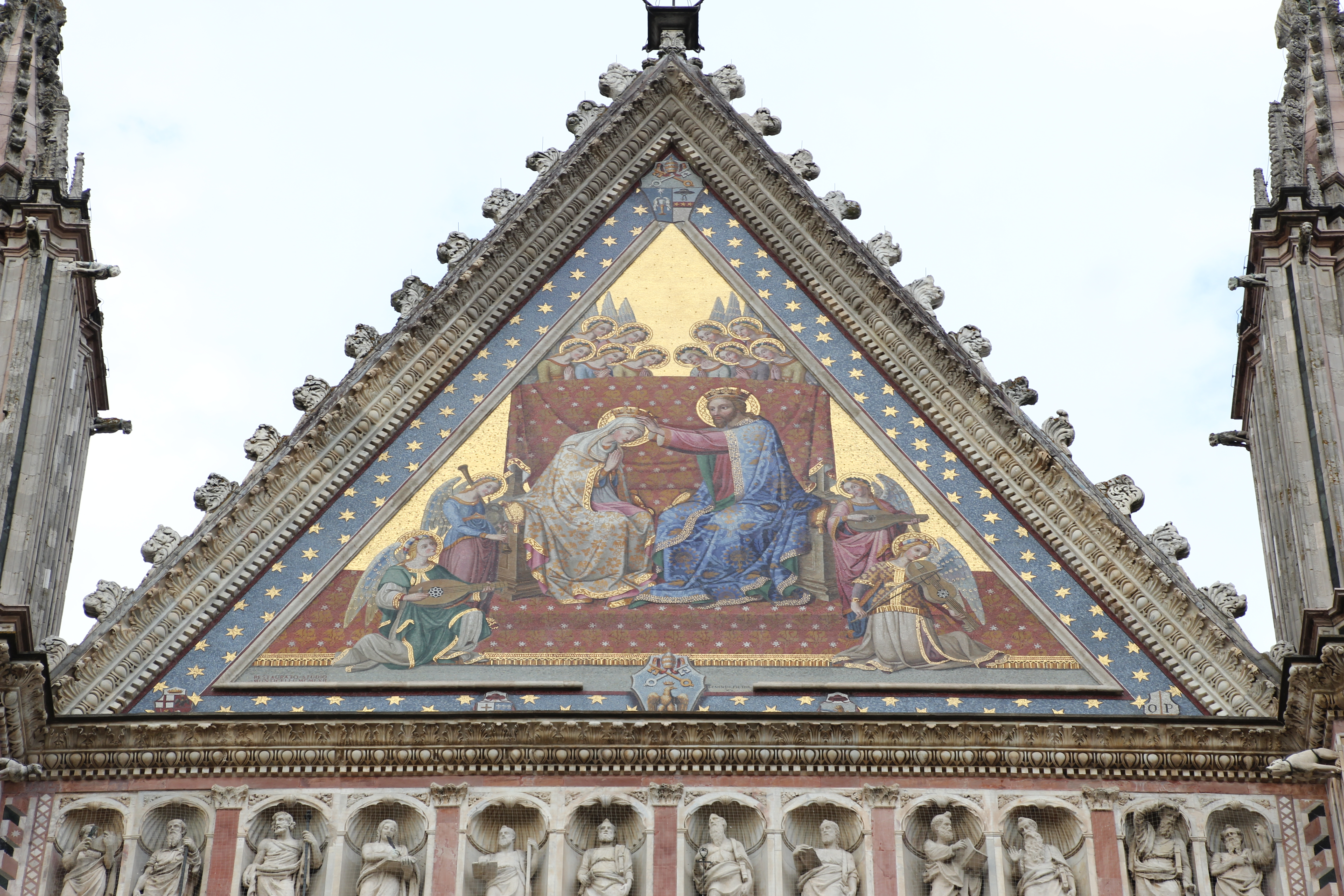
Fronton gotic al Catedralei Orvieto (Orvieto, Italia)
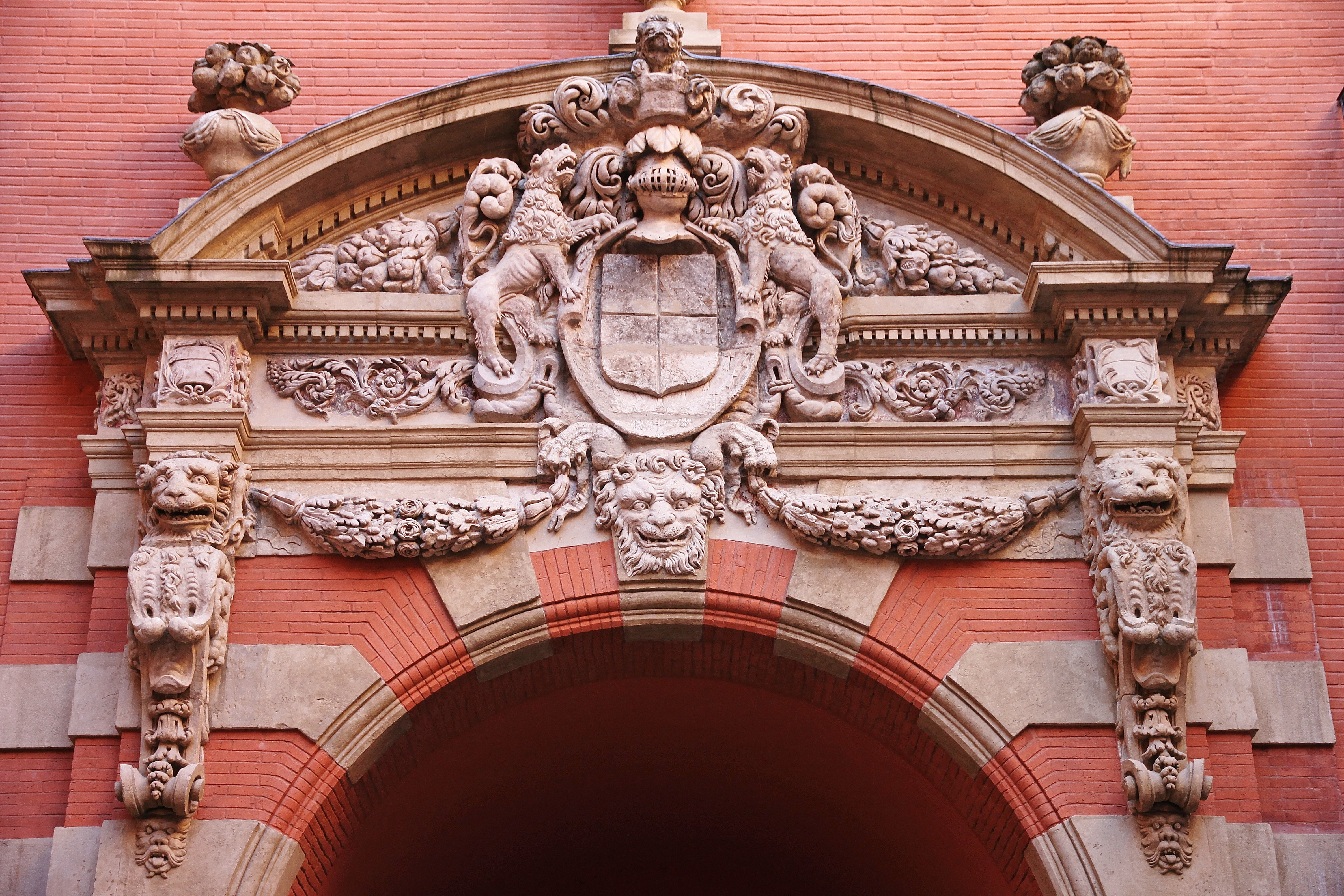
Fronton renascentist al Hôtelului Desplats ou de Palaminy (Toulouse, Franța)
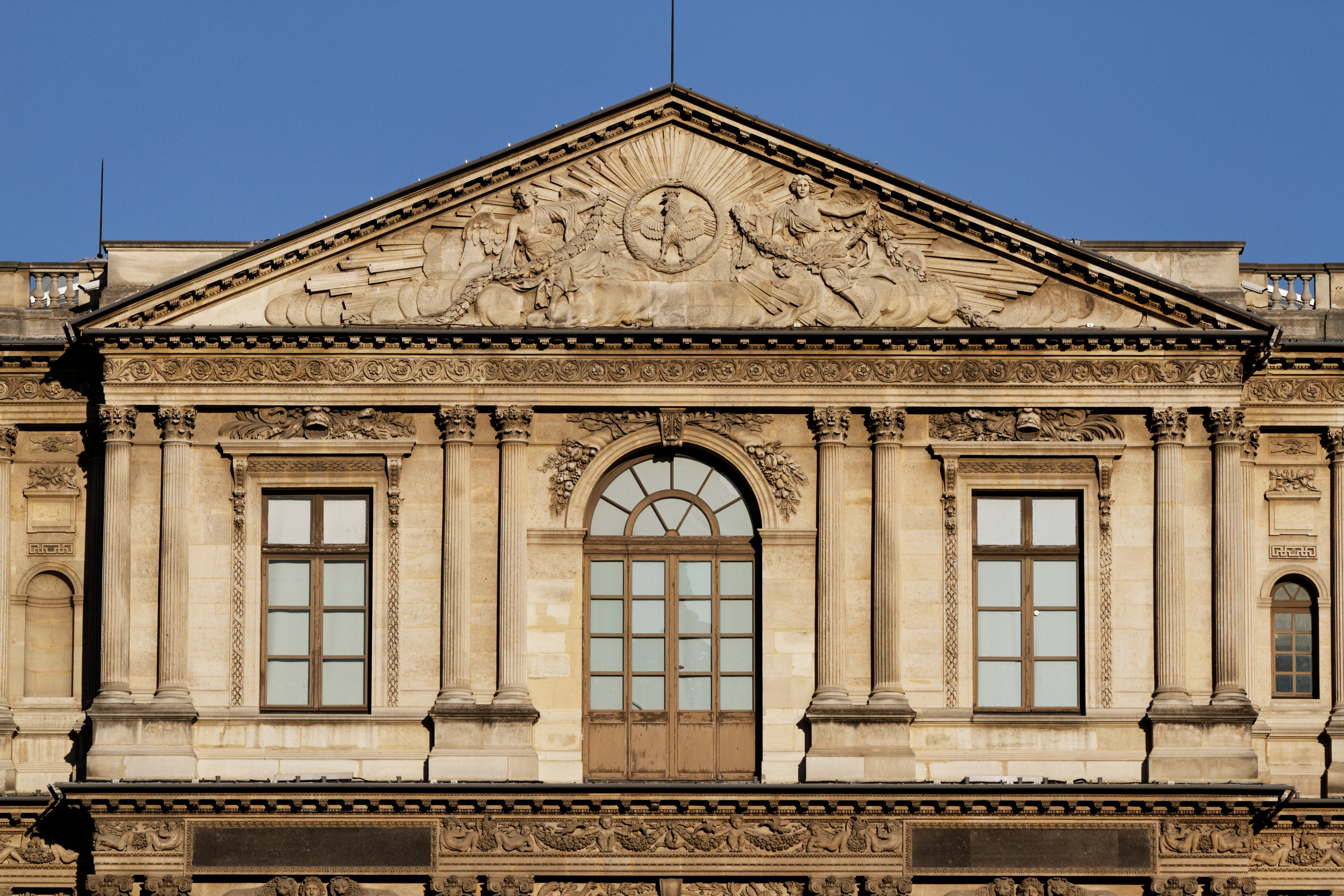
Fronton baroc al Pavilionului Saint-Germain-l'Auxerrois, parte din Palais du Louvre (Paris)
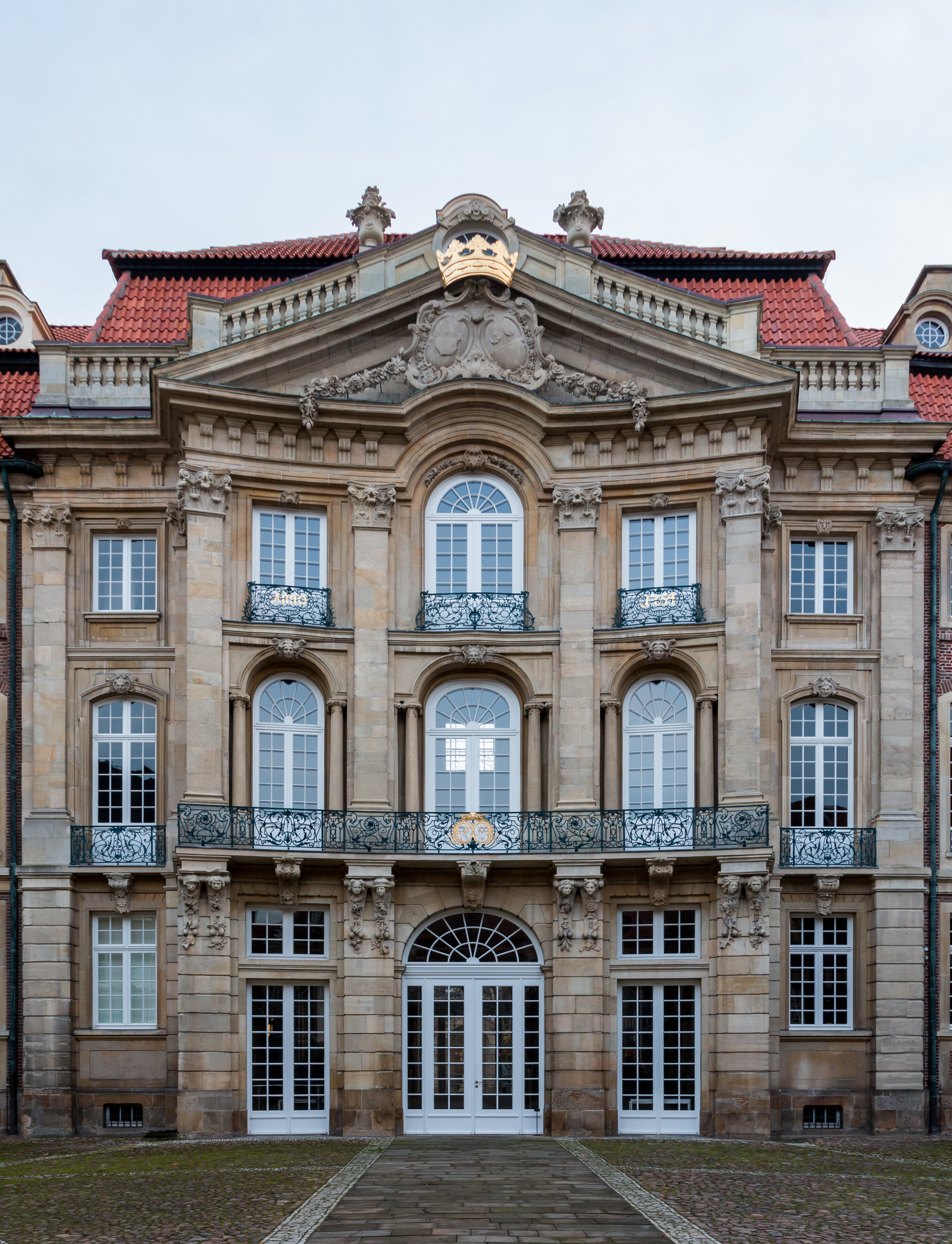
Fronton rococo sl Erbdrostenhof (Münster, Germania)
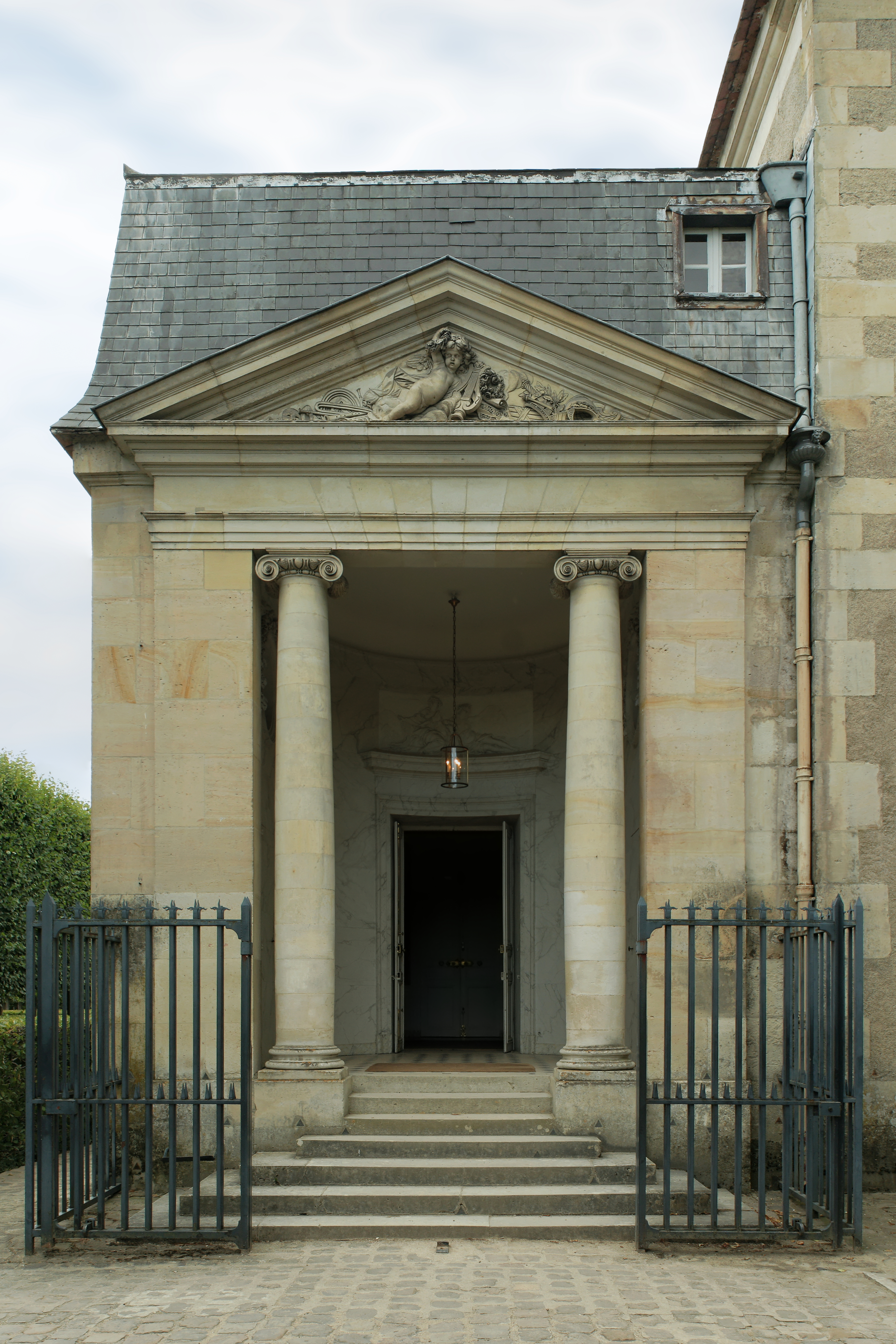
Fronton în stilul Ludovic al XVI-lea al Théâtre de la reine, parte a Micului Trianon (France)
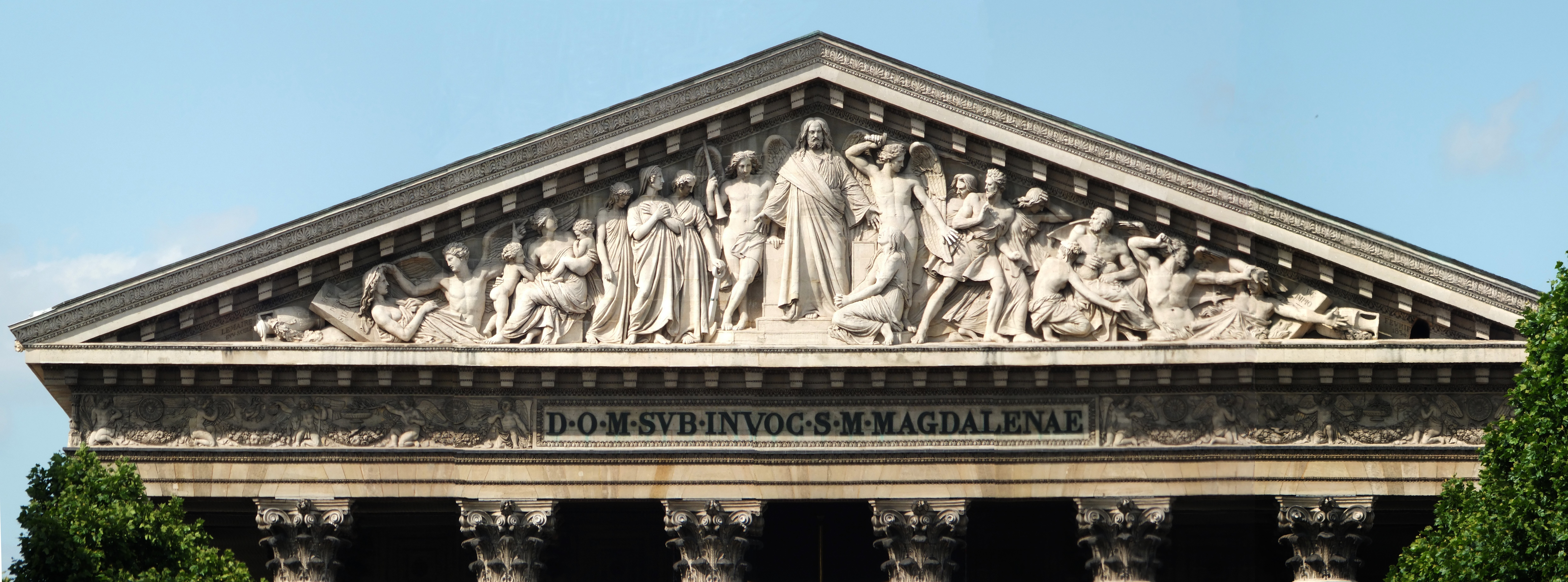
Fronton neoclasic al Biserici Madeleine (Paris), cu sculpturile din fronton (1830-1837) de Pierre-Jean David
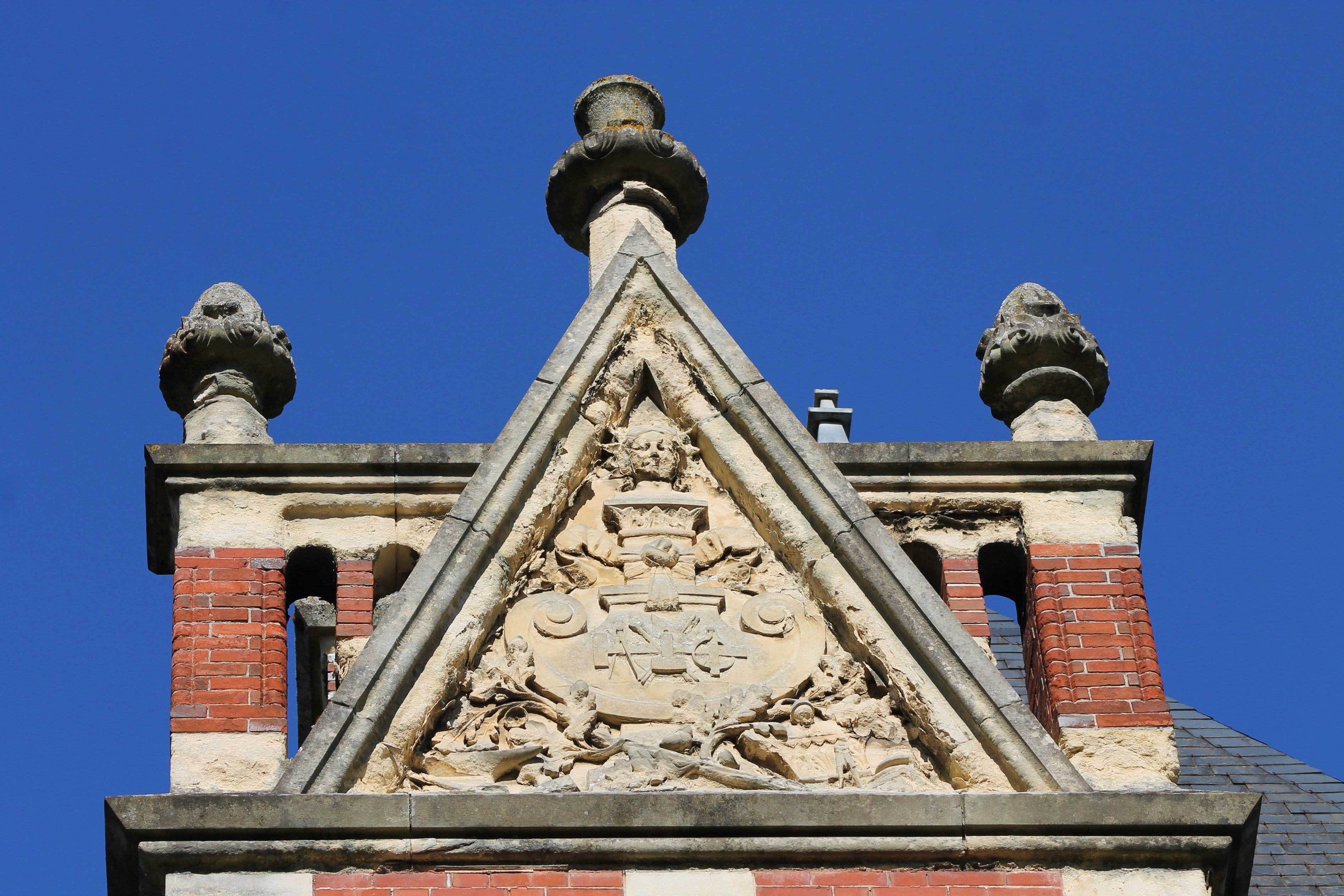
Fronton neogotic al casei nr. 56 de pe Rue Desmoueux (Caen, Franța)
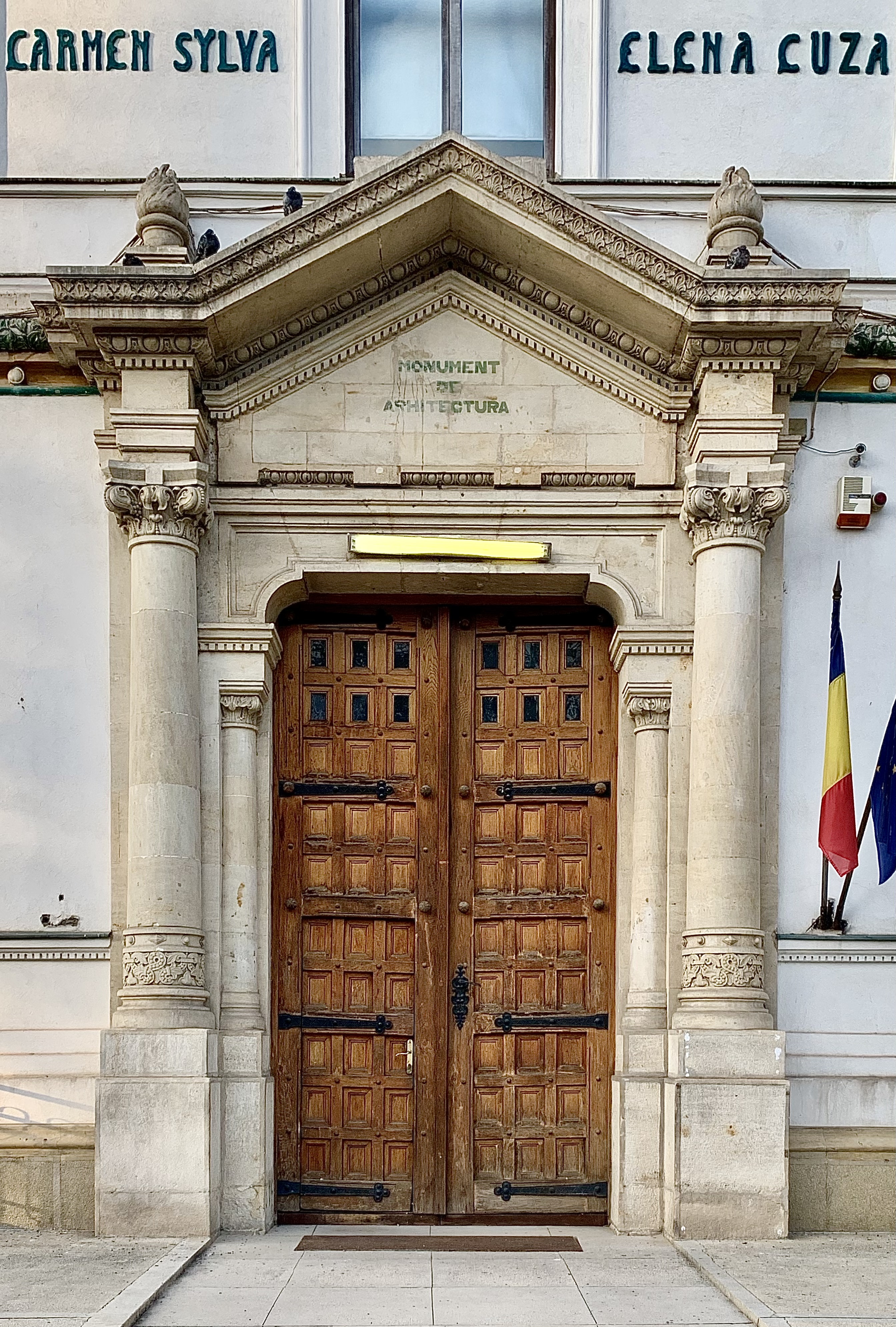
Fronton neoromâneasc al intrării principale a Școlii Centrale (București)
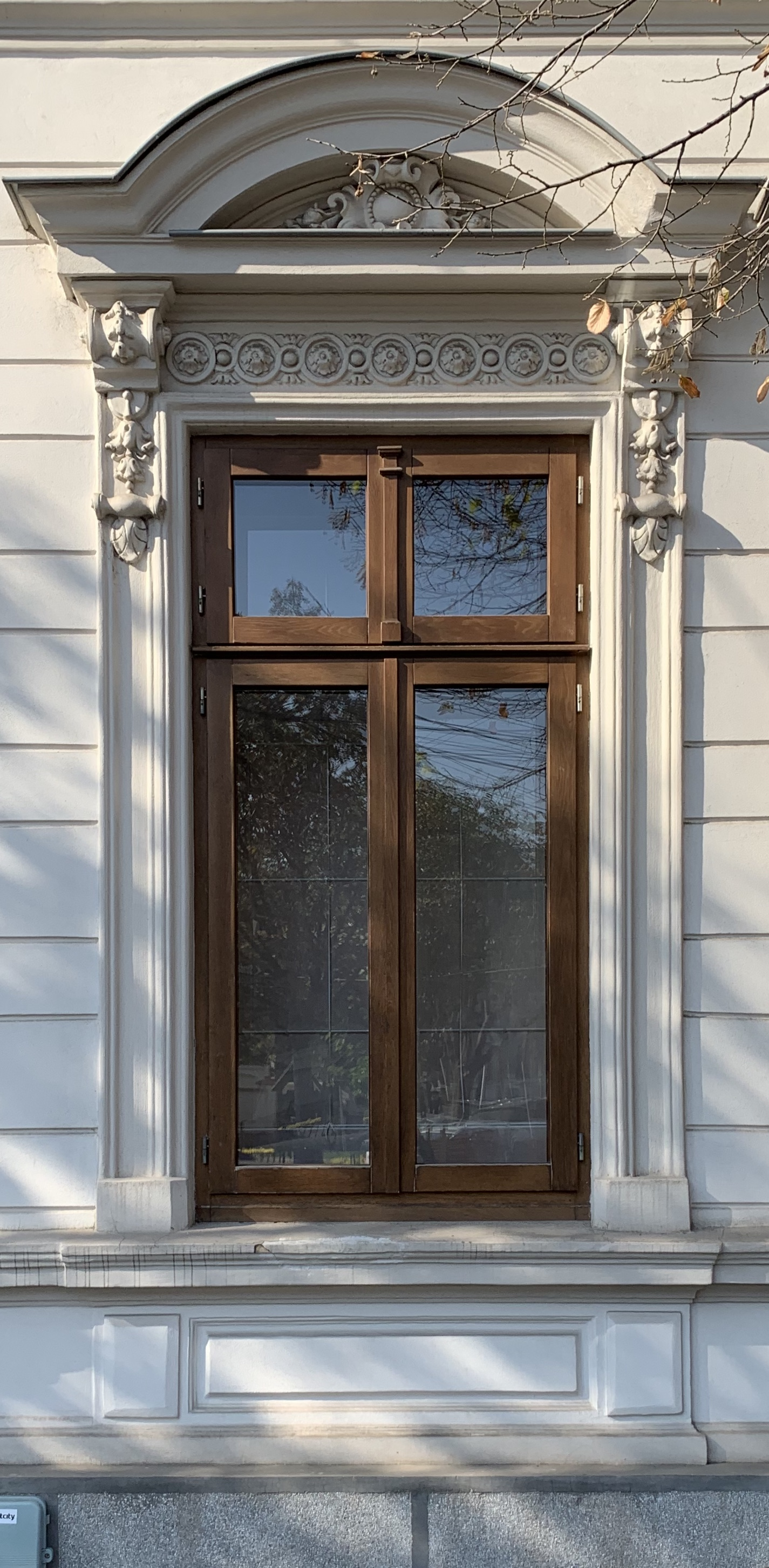
Fronton eclectic clasicist din secolul 19, cu un cartuș în el, al casei nr. 17 de pe Strada Mântuleasa (București)
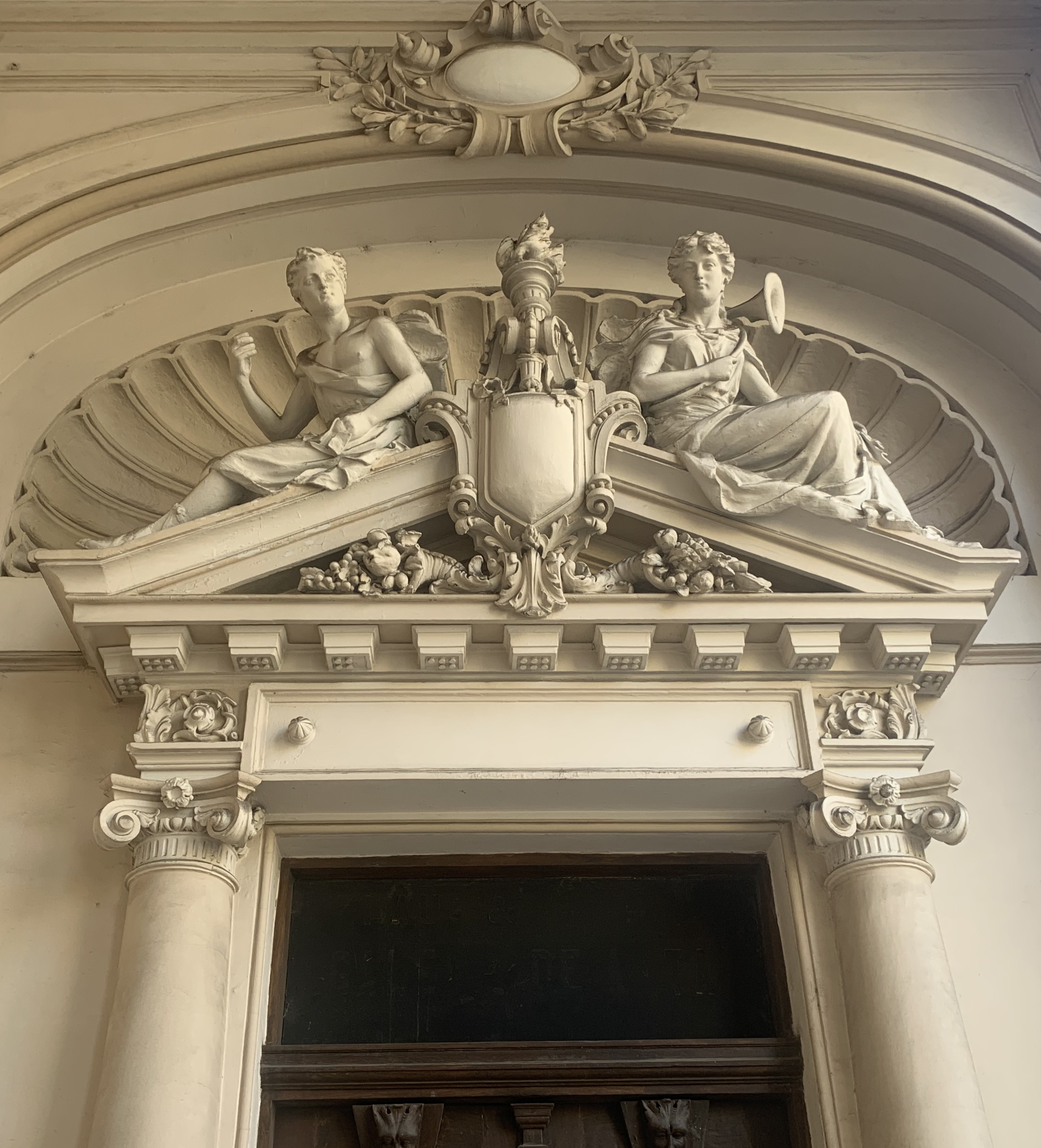
Fronton Beaux-Arts cu sculpturi la o intrare a Muzeului Național de Istorie a României (București)